# Impatiens rutenbergii
Impatiens rutenbergii là một loài thực vật có hoa trong họ Bóng nước. Loài này được O. Hoffm. mô tả khoa học đầu tiên năm 1882.